# Philippe Verdier
Pour les articles homonymes, voir Verdier.
Philippe Verdier, né le 23 mai 1968 à Neuilly-sur-Seine, est un animateur de radio et de télévision français.  

## Biographie
Philippe Verdier est né le 23 mai 1968 à Neuilly-sur-Seine. Après avoir commencé à animer des émissions sur les radios libres dès l'âge de 14 ans, Philippe Verdier obtient un Master II en développement durable à l'université de Paris-Dauphine où il rédige un mémoire sur le thème du changement climatique et le rôle des médias.
Il débute en 1992 à Radio France internationale (RFI) et présente la météo marine sur France 2. Dès la création de la chaîne en 1995 et jusqu'à 2006, il officie sur La Chaîne Météo,.
En 2001, il collabore aussi à BFM Radio et à RMC,, deux radios du groupe NextRadioTV, pour présenter les bulletins météo. En 2005, il remplace Laurent Cabrol sur Europe 1,.
En 2007, il rejoint la chaîne d'information en continu du groupe NextRadioTV BFM TV, pour animer les bulletins météos dans la matinale.
En juillet 2011, il quitte BFM TV pour rejoindre le service météo de France 2, en remplacement de Tania Young. L'année suivante, il reprend la direction du service météo de France 2 en remplacement de Laurent Romejko, parti sur France 3. Le 10 janvier 2014, il lance la nouvelle formule de la météo de France Télévisions avec Florence Klein. Il y travaille jusqu'au 13 octobre 2015, date à laquelle la direction de France télévisions le met en congé, préalablement à son licenciement début novembre. Verdier se voit reprocher de s'être servi de sa fonction à France 2 pour faire la promotion de son livre climatosceptique,. Il est intervenu à Télématin.[réf. nécessaire]
Après avoir couvert les grandes conférences sur le climat de Bali en 2007, Copenhague en 2009 et Cancún en 2010, il couvre la COP21 pour la chaîne de télévision d'information internationale en continu, financée par l'État russe, Russia Today fin novembre et début décembre 2015.
En 2016, il fonde Force 8 conseils, une société de conseils en management et communication.
En octobre 2016, il rejoint Sud Radio pour y animer Grand Matin Week-end, les samedis et dimanches de 7 h à 10 h. Depuis septembre 2017, il intervient ponctuellement pour animer la matinale en semaine.
En 2018, il passe de Sud Radio à Radio Lac à Genève. En 2019, il est nommé responsable des programmes et rédacteur-en-chef de Radio Lac. Le 2 juin 2020, la collaboration avec la radio genevoise est arrêtée "d'un commun accord".
Depuis l'automne 2020, il travaille pour Léman bleu, pour qui il produit et présente le magazine Go solutions durables et l’émission DEMAIN, et initie parallèlement des événements autour de la création artistique hybride entre intelligence humaine et IA générative.

## Polémique autour de son livreClimat Investigation
À l'automne 2015, Philippe Verdier publie aux éditions Ring, un livre intitulé Climat Investigation dénonçant les liens « entre scientifiques, politiques, lobbies économiques, ONG environnementales » et adresse une lettre ouverte au président de la République François Hollande lui signalant l'inutilité de la COP21,,.
Il est qualifié,, de climatosceptique (il dit ne pas mettre en doute le réchauffement global mais désire faire réfléchir sur sa portée effective,). Son livre est critiqué par certains du fait de contradictions et d'approximations, et sur l'hypothèse des conséquences heureuses et positives qu'il voit dans ce réchauffement,. 
Le 12 octobre 2015, il est mis à pied de France 2, où il présentait la météo depuis 2011, puis licencié le 1er novembre pour « manquement au devoir de réserve ». Il lui est reproché d'avoir mentionné son statut à France Télévisions lors de la promotion de son livre et d'avoir insinué que le groupe audiovisuel manquait d'indépendance vis-à-vis de l’État, son actionnaire,.
Selon l'auteur, « France Télévisions était au courant de la parution […] depuis le début de l’été. […] Le service presse du groupe a été associé à la promotion avec mon éditeur. Mais, dès le moment où le livre est sorti et a fait parler de lui, il y a eu un revirement complet ». Philippe Verdier saisit le Conseil de prud'hommes mais se fait débouter, et envisage d'attaquer au pénal, pour discrimination.
La sanction fait réagir une dizaine de parlementaires qui lancent une pétition contre la décision de Delphine Ernotte, présidente de France Télévisions, ainsi que les journalistes Renaud Revel et Pascal Praud, ce dernier considérant l'éviction de Philippe Verdier comme une « fatwa »,,.

## Vie privée
Le 30 août 2013, Philippe Verdier a épousé Ludovic, l'homme qui partageait sa vie depuis 2007[réf. nécessaire]. Il est la première personnalité de la télévision française à annoncer son mariage avec une personne de même sexe après l'adoption de la loi sur le mariage pour tous.

## Publications
- Climat Investigation, Ring, 2015[19]  (ISBN 979-1091447362).
- Les cieux sont tombés sur la tête, Mazarine, 2016  (ISBN 978-2863743577).
- Climat Investigation, La mécanique générale, 2016  (ISBN 979-1095776062).